# Fog Bay
Die Fog Bay (deutsch Nebelbucht) ist eine kleine Nebenbucht der Windless Bight an der Südküste der ostantarktischen Ross-Insel unmittelbar westnordwestlich des Terror Point.
Die vom britischen Polarforscher Edward Adrian Wilson geleitete dreiköpfige Wintermannschaft bei der Terra-Nova-Expedition (1910–1913) benannte sie im Juli 1911 nach dem dichten Nebel, der ihnen hier begegnete.